# Mesocythere foveata
Mesocythere foveata is een mosselkreeftjessoort uit de familie van de Leptocytheridae. De wetenschappelijke naam van de soort is voor het eerst geldig gepubliceerd in 1956 door Hartmann.